# Юлия Вревска
Юлия Петровна Вревска (на руски: Юлия Петровна Вревская) е руска баронеса, деятелка на Руския Червен кръст. Участник в Руско-турската война (1877-1878). Медицинска сестра-доброволка в Действащата руска армия на Балканския полуостров.

## Биография
Юлия Вревска е родена на 25 януари 1838 г. или 1841 г. в град Лубни, Полтавска губерния, в семейството на потомствения руски дворянин генерал-лейтенант Пьотър Варпаховски. Омъжва се за генерал-лейтенант барон Иполит Вревски през 1856 г. Съпругът ѝ е убит в Кавказката война при щурма на аула Китури на 20 август 1858 г.
Участва в Руско-турската война (1877 – 1878). При обявяването на войната продава бащиното си имение „Стàрици“ (Старицы) в Орловска губерния, като със събраните пари набира доброволчески отряд от 22 медицински сестри и доктори. През април 1877 г. пристигат в Кишинев в Действащата армия.
От 19 юни заедно със своята приятелка Мария Неелова започват като медицински сестри от Червения кръст в 45-а военно-полева болница в град Яш в княжество Молдова. Командирована е във военните лазарети, обслужващи частите на Западния отряд при втората и третата атака на Плевен.
Преместена е в 48-а военна болница в село Бяла на 12/20 ноември 1877 г. Заболява от остра форма на петнист тиф. Агонията ѝ продължава две седмици, като през това време от страх да не се заразят, не я посещава нито един лекар. При баронесата идват единствено болните, за които тя самата се е грижела. На 24 януари 1878 г. умира в с. Бяла на 39 години, ден преди 40-ата си годишнина. Погребана е край православния храм с униформата на милосърдна сестра от същите болни войници, които са се грижили за нея до смъртта ѝ.  След погребението пристига един от братята ѝ с намерението да пренесе тялото ѝ до Сергиевия манастир в Петерхоф. Тръгва си сам, а баронеса Юлия Вревска — „Розата на Русия“ — остава завинаги в България, която е чувствала като своя втора родина.  В една гробница с Вревская е погребана и Мария Неелова, също починала от болест в онези дни.

## Семейство
- баща - Peter Warpachowski,
- майка - Karoline Ivanovna Varpachovskaij,
- съпруг - Ипполит Александрович Вревский,
- брат - Иван Петрович Варпаховский,
- сестра - Наталья Петровна Вревская,
- брат - Евгений Петрович Варпаховский,
- брат - Петр Петрович Варпаховский,
- брат - Владимир Петрович Варпаховский.[3]

## Памет
- Юлия Вревска е близка на френския писател Виктор Юго и руския писател Иван Тургенев, който ѝ посвещава стихотворението в проза „Памяти Ю. П. Вревской“ (1878).
- В чест на 100-годишнината от Освобождението на България е заснет игрален филм „Юлия Вревска“ на СССР и България (1977).
- Гробът с надгробен паметник на милосърдните сестри от 48-а военно-временна болница Мария Неелова и баронеса Юлия Вревска е в двора на музея в центъра на гр. Бяла (Русенско).
- Недалеч от надгробния паметник в центъра на гр. Бяла (Русенско) е издигната статуя на баронеса Юлия Вревска.
- Болницата в град Бяла е наименувана „Юлия Вревска“.